# Арбугаева, Евгения Германовна
Евгения Германовна Арбугаева (родилась 16 февраля 1985, Тикси, Якутская АССР, РСФСР, СССР) — российский фотограф и режиссёр. Автор портрета Греты Тунберг для журнала Time, ряда фоторепортажей для National Geographic. Совместно с братом Максимом Арбугаевым сняла документальный фильм «Выход», номинированный в 2023 году на кинопремию «Оскар».

## Биография
Евгения Арбугаева родилась в 1985 году в Тикси в Якутии, позже переехала в Лондон. Работала фотографом-документалистом, устраивала персональные выставки и публиковала свои работы в известных журналах (в частности, именно она создала портрет Греты Тунберг для журнала Time). 
В 2022 году Арбугаева впервые занялась кино: совместно с братом Максимом Арбугаевым сняла документальный фильм «Выход», признанный лучшим короткометражным документальным фильмом на 38-й ежегодной премии IDA Documentary Awards в Лос-Анджелесе, удостоенный приза памяти Дани Гуревича «За лучшую операторскую работу» на кинофестивале «Послания к человеку», специального упоминания жюри на фестивале документального кино «Флаэртиана», ХХIII Национальной Премии в области неигрового кино и телевидения «Лавровая ветвь». Эта картина номинирована на «Оскар».
В июне 2023 года Евгению Арбугаеву вместе с братом пригласили стать членами Американской киноакадемии.